# Micromelalopha longijuxta
Micromelalopha longijuxta är en fjärilsart som beskrevs av Alexander Schintlmeister 1997. Micromelalopha longijuxta ingår i släktet Micromelalopha och familjen tandspinnare. Inga underarter finns listade i Catalogue of Life.